# Laubert
Laubert (okcitán nyelven Laubèrt) egy község Franciaország déli részén, Lozère megyében. 2011-ben 109 lakosa volt.

## Fekvés
A falu a Margeride-hegység déli részén fekszik, az Esclancide patak völgyében, Mende-tól 21 km-re északnyugatra, Châteauneuf-de-Randontól 7 km-re délkeletre. 1199 m-es (közigazgatási területe 1186-1428 méteres) tengerszint feletti magasságban fekszik. Áthalad rajta a Mende-Langogne közötti N88-as országút, mely a falu mellett halad át az 1263 m magas Pierre Plantée-hágón. A község területének 18%-át (262 hektár) borítja erdő.
Közigazgatásilag határos Allenc (délről), Montbel (keletről), Châteauneuf-de-Randon (északkeletről), Pelouse (nyugatról) és Arzenc-de-Randon (északról) községekkel.
A községhez tartozik Gourgons település.

## Történelem
Laubert a történelmi Gévaudan Randon báróságához tartozott, a forradalom előtt Allenc parókiájához. 1268-ban épített itt Bertrand de Laubert elsőként kápolnát. Kastélya (melyről a falutól északra emelkedő Palais du Rois-fennsík is a nevét kapta) középkori eredetű.  Közigazgatásilag 1873-ban önállósult, korábban Châteauneuf-de-Randonhoz tartozott. Napjainkban főleg idegenforgalmi célpont (téli sportok).

### Demográfia
| Év   | Lakosság |
| ---- | -------- |
| 1876 | 272      |
| 1901 | 327      |
| 1911 | 337      |
| 1921 | 273      |
| 1936 | 247      |

| Év   | Lakosság |
| ---- | -------- |
| 1946 | 202      |
| 1954 | 186      |
| 1962 | 160      |
| 1968 | 129      |

| Év   | Lakosság |
| ---- | -------- |
| 1975 | 120      |
| 1982 | 124      |
| 1990 | 128      |
| 1999 | 134      |
| 2010 | 102      |

## Nevezetességek
- Templom - helyén először 1278-ban építettek egy kápolnát, melyet 1636-ban leromboltak, majd 1773-ban újjáépítettek. A jelenlegi templom ennek a kápolnának a helyén épült 1825-ben. A templom berendezéséhez tartozik egy 15. századi Krisztus-, valamint egy 17. századi Szűz Mária-szobor.
- Pierre Plantée-hágó - Az 1263 m magas hágó Châteauneuf irányában 2 km-re Laubert-tól található. Az Esclancide és a Boutaresse-patakok völgyét választja el, érdekesssége, hogy itt húzódik a vízválasztó a Loire, a Garonne és a Rhône vízgyűjtői között.

## Képtár

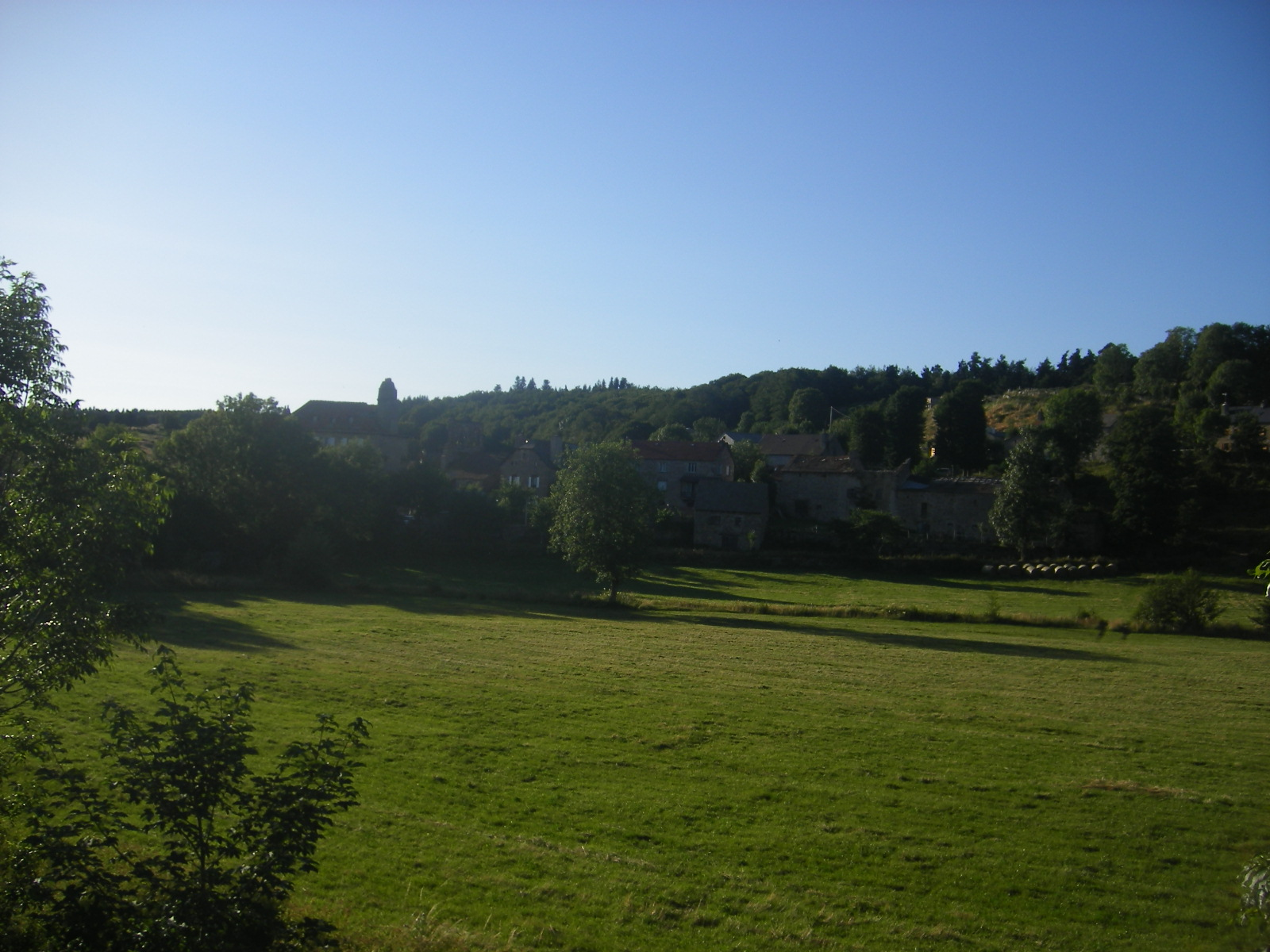
Laubert látképe az N88-as útról
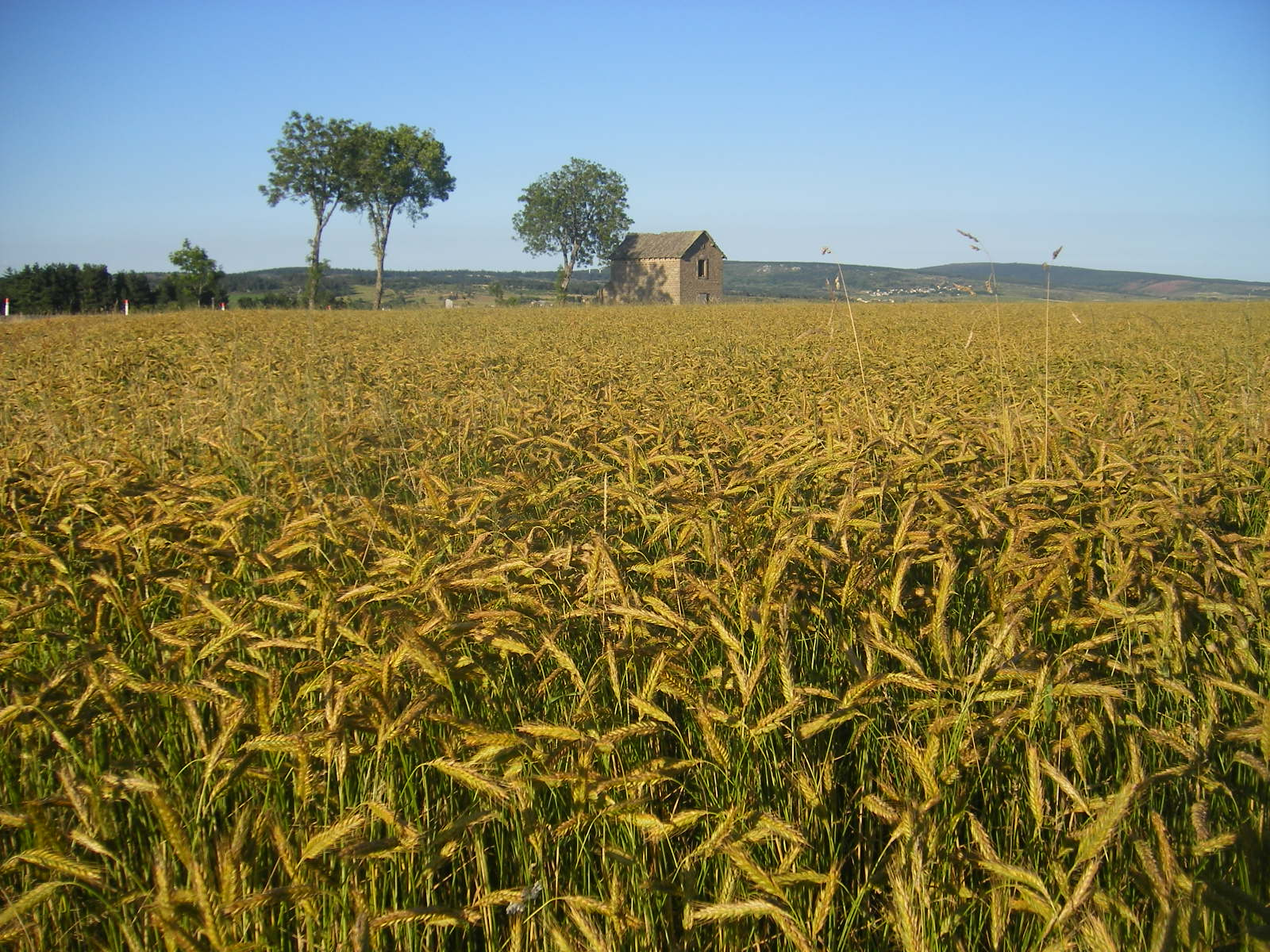
A Pierre Plantée-hágó
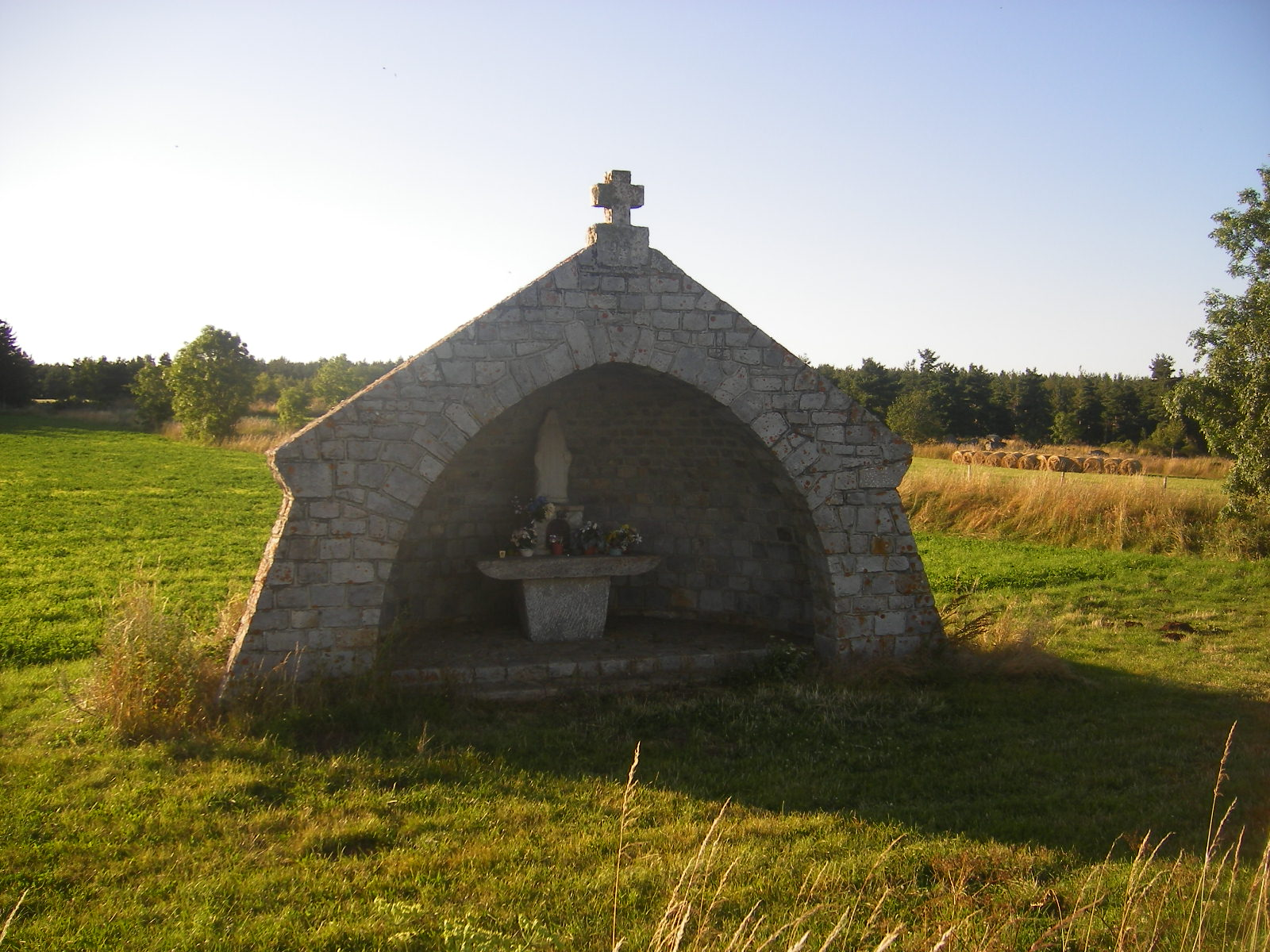
A Pierre Plantée-hágó
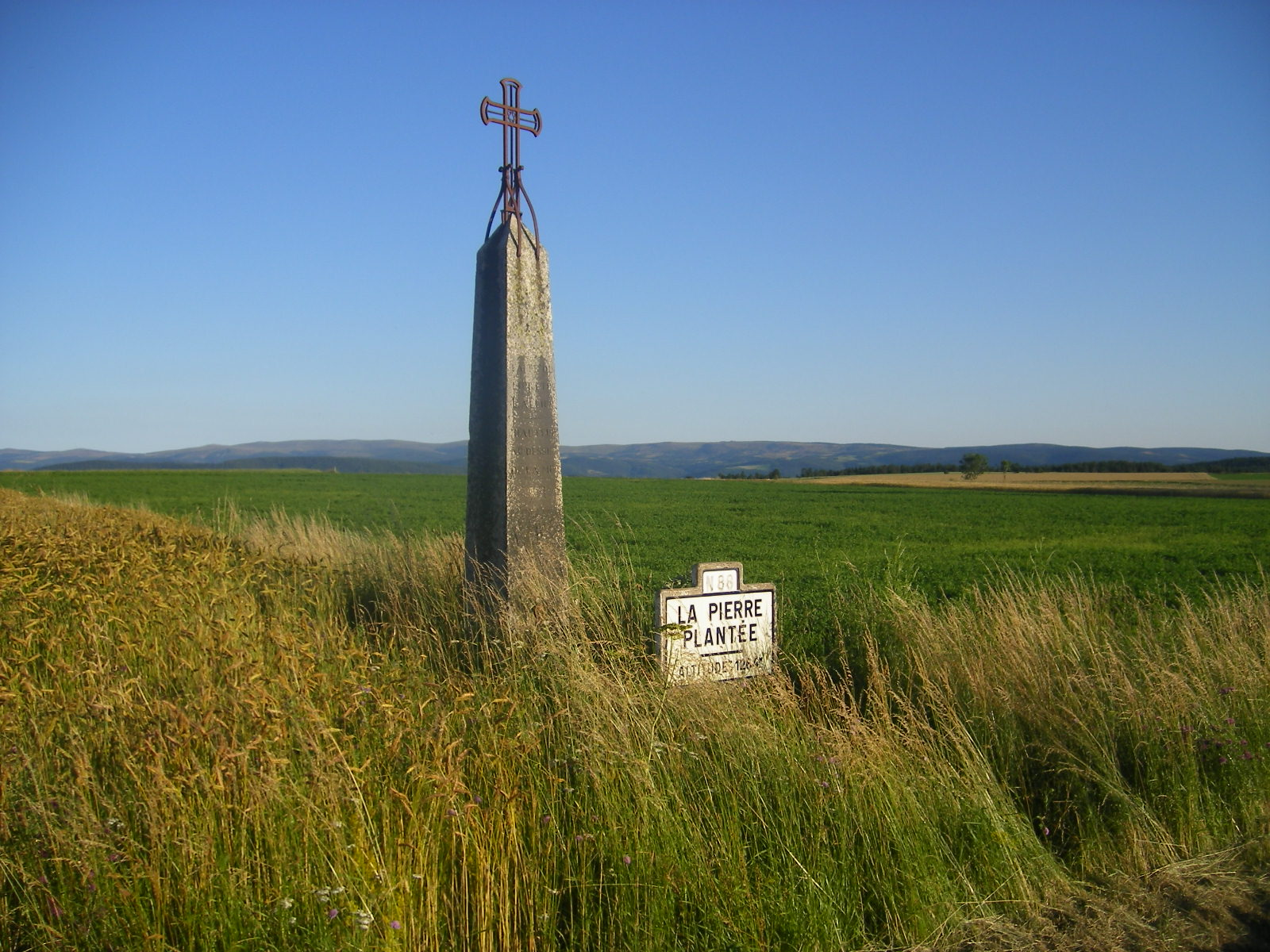
A Pierre Plantée-hágó
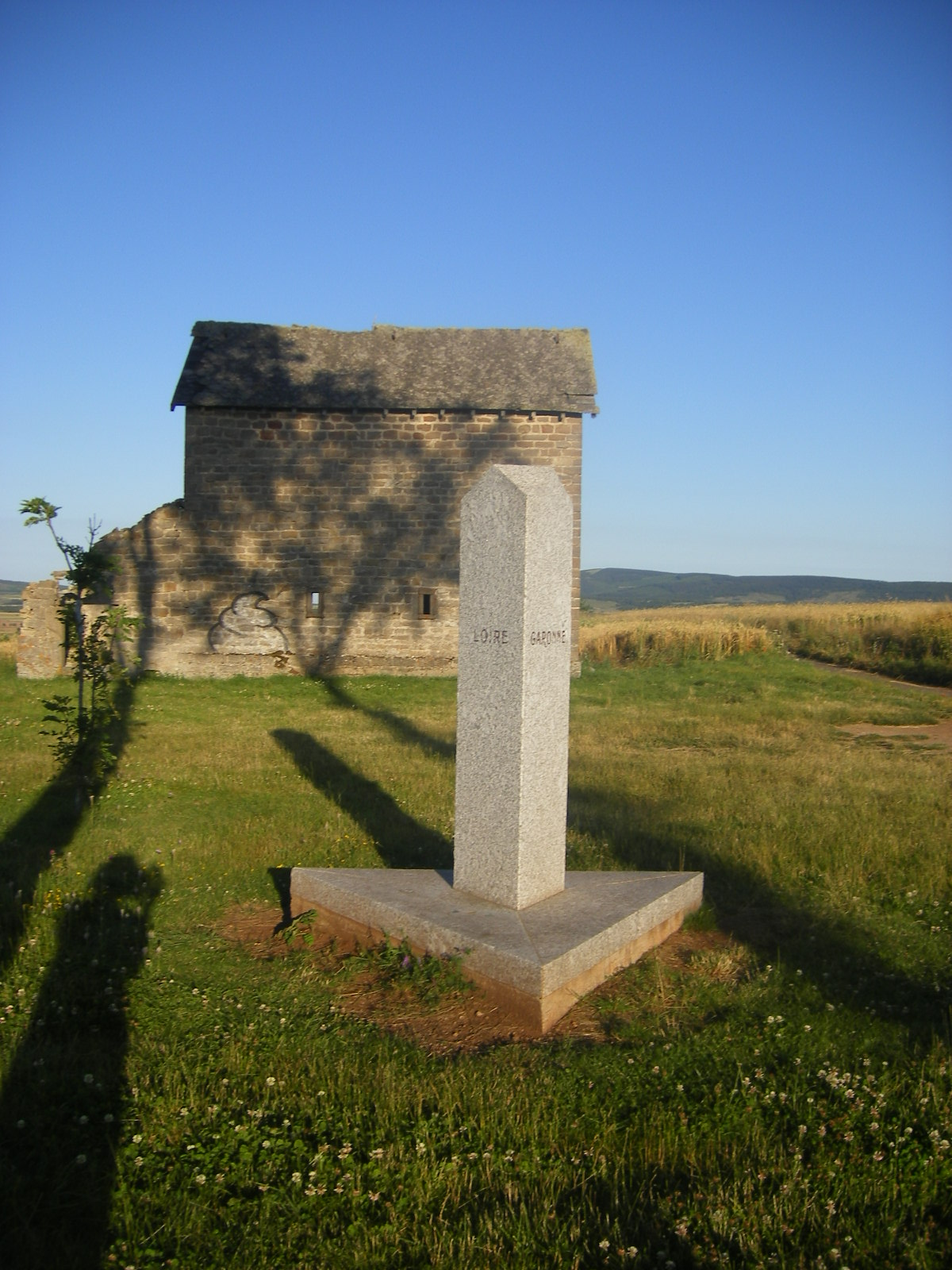
A Pierre Plantée-hágó - három folyó vízválasztója

## Kapcsolódó szócikk
- Lozère megye községei